# Turvânia
Turvânia là một đô thị thuộc bang Goiás, Brasil. Đô thị này có diện tích 472,346 km², dân số năm 2007 là 4948 người, mật độ 10,5 người/km².